# Philip Coppens (chemik)
Philip Coppens (ur. 24 sierpnia 1930 w Amersfoort, zm. 21 czerwca 2017) – amerykański chemik i krystalograf, pochodzenia holenderskiego.
W 1954 ukończył studia chemiczne na Uniwersytecie Amsterdamskim, tam też w 1960 obronił pracę doktorską. Pracował na etacie profesorskim w University of New York w Buffalo. Był członkiem korespondentem Królewskiej Holenderskiej Akademii Nauk. Za swoją pracę naukową otrzymał w 1996 Nagrodę Gregori Aminoffa, przyznawaną przez Królewską Szwedzką Akademię Nauk. W 2005 został laureatem Nagrody Ewalda za prace z dziedziny krystalografii. W 2013 roku otrzymał Medal im. Włodzimierza Kołosa.
W 1989 otrzymał tytuł doktora h.c. Uniwersytetu w Nancy.